# Miguel Ángel Adorno Ramírez
Miguel Ángel Adorno Ramírez (5 de juliol de 1949, Puerto Aragón, Santa Fe, Argentina) és un exfutbolista argentí amb nacionalitat espanyola que jugava en la posició de davanter i va desenvolupar la majoria de la seva carrera a Espanya.

## Carrera esportiva
Va iniciar la seva carrera la temporada 1968 a les files del Racing Club (1a Divisió argentina) aconseguint el tercer lloc al Campionat Nacional en el seu debut. Va romandre a La Academia fins a l'estiu del 1971 quan va fitxar pel València CF (1a Divisió espanyola), recent campió de lliga amb Alfredo Di Stéfano a la banqueta.
La normativa dels oriünds vigent a l'època marcaria part de la trajectòria d'Adorno a Espanya. Considerat oriünd les dues primeres temporades jugaria 39 partits marcant 7 gols, perdria aquesta condició en abolir-se aquesta normativa a la temporada 1973 - 1974 passant a ser considerat estranger després de ser fins i tot condemnat per falsedat documental i en ser només possible la participació de dos estrangers per club, el València CF va optar per Salif Keïta Traoré i Kurt Jara, de manera que passaria les dues següents temporades pràcticament en blanc.
L'estiu de 1975 va sortir cedit juntament amb el porter Carlos Santiago Pereira al Deportivo Alavés (de Segona Divisió), on jugaria les primeres jornades destacant per la seva qualitat tècnica, fins que una lesió el va apartar de l'equip.
Quan va tornar al conjunt xe va entrar en els plans de l'entrenador Heriberto Herrera fins que l'arribada de Manuel Mestre a la banqueta li va suposar la sortida de les convocatòries. Finalment, a l'estiu del 1977 va abandonar el València CF per fitxar pel Llevant UD (de 2a divisió B), que acabava de baixar. Després de no aconseguir l'ascens a la temporada 1977-1978 va penjar les botes de futbol.

## Trajectòria posterior
Va obtenir el títol nacional d'entrenadors i va passar per diversos clubs valencians com la CF Cracks.